# 福克斯 (蒙大拿州)
福克斯（英語：Fox）是位於美國蒙大拿州卡本縣的普查規定居民點。

## 人口
根據2020年美國人口普查的數據，福克斯的面積為7.61平方千米，皆為陸地。當地共有人口100人，而人口密度為每平方千米13.14人。